# Prosciurillus leucomus
Prosciurillus leucomus là một loài động vật có vú trong họ Sóc, bộ Gặm nhấm. Loài này được Müller & Schlegel mô tả năm 1844.